# Diséléniure de titane
Le diséléniure de titane est un composé chimique de formule TiSe2. Il s'agit d'un solide cristallisé dans le système trigonal selon le groupe d'espace P3m1 (no 164) avec pour paramètres a = 356 pm et c = 635 pm, ce en quoi il est semblable à son analogue soufré, le disulfure de titane TiS2. Comme ce dernier, il présente un intérêt académique pour le développement de nouveaux accumulateurs électriques en raison de sa bonne conductivité électrique et de ses propriétés d'intercalation au sein de son réseau cristallin,,, comme pour de nombreux dichalcogénures de métaux, qui donnent des composés d'insertion MxTiSe2, où M est un cation de métal alcalin et x ≤ 1.
Le réseau cristallin du diséléniure de titane est constitué de feuillets TiSe2 unis par des forces de van der Waals entre atomes de sélénium de feuillets superposés, selon un arrangement du type Se−Ti−Se ··· Se−Ti−Se ··· Se−Ti−Se. Les cations Ti4+ sont en coordination octaédrique tandis que les anions Se2− sont en coordination pyramidale trigonale. 
On peut obtenir du diséléniure de titane en chauffant du titane et du sélénium sous atmosphère d'argon puis en purifiant par transport chimique (en) en phase vapeur la substance obtenue, en utilisant l'iode comme gaz de transport :
Ti + 2 Se  TiSe2.